# Јордан Николић
Јордан Николић (Призрен, 11. мај 1933 — Београд, 26. април 2018) био је интерпретатор српских народних песама са Косова и Метохије.

## Биографија
Рођен је од оца Марка Николића (село Мушниково, Средачка жупа), гуслара и печалбара, и мајке Симке Совтић (заселак Милачики, Средачка жупа), домаћице. Његов старији брат Раде М. Николић (Призрен, 1928) је први српски послератни песник и приповедач на Косову и Метохији, а песникиња је и његова ћерка Дејана Николић (Приштина, 1965).
Основну школу и гимназију завршио је у Призрену, где је похађао и музичку школу и учио соло певање. А пева откад зна за себе. Чим би, после игре с друговима, кренуо у свој сокак, песма би почела да извире из њега, на велику радост комшија. Жене би отварале капије и говориле:„Пој, Јорче, пој душо!“
У Београду је на Филолошком факултету дипломирао на групи за југословенску књижевност и српскохрватски језик.

## Музичка каријера
Почетак музичке каријере, средином педесетих година прошлог века, везан је за наступ у родном Призрену, у Дому војске, са песмом „Buongiorno tristezza“, на коме је освојио прво место. После тога, на такмичењу градова у Србији, Јордан Николић је певао наполитанске канцоне за Приштину, која је, захваљујући њему, освојила прво место, а он стекао надимак "Јордан Наполитанац".
Прве снимке направио је 1961. године за Радио Приштину, а за Радио Београд 1968. године са секстетом Душка Радетића. Потом је снимао и наступао са Великим народним оркестром Радио Београда, под управом Радета Јашаревића, а касније и Љубише Павковића, као и са Народним ансамблом под управом Бранимира Ђокића. Прву плочу Јордан је снимио за ПГП РТБ. То су биле грчке песме: „Зашто нисам птица“ „Дошла си опет у мој дом“ и „Један дан у Пиреју“ М. Теодоракиса и „Теби певам ову песму“ Агелопулоса. Следећу плочу, песме из Србије и Македоније, снимио је за Југотон у дуету са Даницом Обренић.
Касније је певао и снимао искључиво народне песме са Косова и Метохије, и то према записима великог српског етномузиколога Миодрага Васиљевића. Али, и поред несумњивих успеха и понуђеног радног места у музичком програму Радио Београда, Јордан Николић се враћа у завичај, са жељом да предаје језик и књижевност у призренској гимназији. На наговор пријатеља који су радили у музичком програму Радио Приштине, запослио се у Радио Приштини, као уредник у музичком програму, и остао на том радном месту 18 година. У фонотеци Радио Приштине 1995. године било је 55 Николићевих снимака косовских народних песама. А на Радио Београду данас има 73 снимка 59 песама У Приштини се 6. септембра 1964. године оженио Лидијом Шестоперовом, с којом има две ћерке.
Породица се 1979. године из Приштине преселила у Београд. Запослио се у Дому културе „Вук Караџић“ где је радио две године. Потом, до одласка у пензију (1996), радио је као новинар и лектор у новинама „Гоша“ и у Радију „Гоша“. Јордан Николић је увек био у сталном радном односу, али је увек и певао. Певао је за многе радио станице и телевизије, на музичким фестивалима и у добротворне сврхе. Певао је широм Југославије и широм Европе.
Посебан доживљај је био његов наступ у Великој концертној сали Чајковског у Москви, на Данима СФРЈ у Совјетском Савезу. Песму „Вечерњи звон“, после овације публике, отпевао је на бис, а сутрадан се у московској Правди појавио чланак о томе.
Ретко је певао у дуету. На почетку каријере са Даницом Обренић, а потом, на Акордима Косова, у Приштини, са Неџмијом Пагарушом.

## Фестивали
- Акорди Косова, Приштина,
- 1976. Опатија - Твоје руке су миран сан
- 1997. Бања Лука - Уснила је диван санак (Вече народне музике), победничка песма

## Награде и признања
- Децембарска награда Косова[4], 1973,
- Естрадна награда Србије, Београд, 1978,
- Естрадна награда Југославије, Београд, 1981,
- Златна значка Културно-просветне заједнице Србије, 1989,
- Мајсторско писмо за животно дело, Град Ниш, 2005,
- Прва награда стручног жирија за песму „Косовски божури“, Бања Лука,
- Посебно признање Српске радио-телевизије у Бања Луци,
- Признање фестивала „Златни гласови“ (Петровац на Млави),
- Златном медаљом за изузетне заслуге у области културе и очувању традиционалне музике, постхумно, указом председника Републике Србије, Београд,2019. године,
- Низ захвалница